# Piotr Dąbrowski (wiceminister)
Piotr Dąbrowski – polski działacz związkowy i urzędnik, rzecznik prasowy NSZZ Rolników Indywidualnych „Solidarność”, w latach 1992–1993 podsekretarz i sekretarz stanu w Ministerstwie Rolnictwa i Gospodarki Żywnościowej.

## Życiorys
Działał w Niezależnym Samorządnym Związku Zawodowym Rolników Indywidualnych „Solidarność”, został m.in. rzecznikiem prasowym organizacji (od ok. 1990) i członkiem biura jej rady krajowej. Był też współpracownikiem Wandy Pomianowskiej. Od 28 lutego do 6 sierpnia 1992 pełnił funkcję podsekretarza stanu, a następnie do 8 kwietnia 1993 sekretarza stanu w Ministerstwie Rolnictwa i Gospodarki Żywnościowej (jako reprezentant rolniczej „Solidarności”).